# Mövsüm bəy Xanlarov

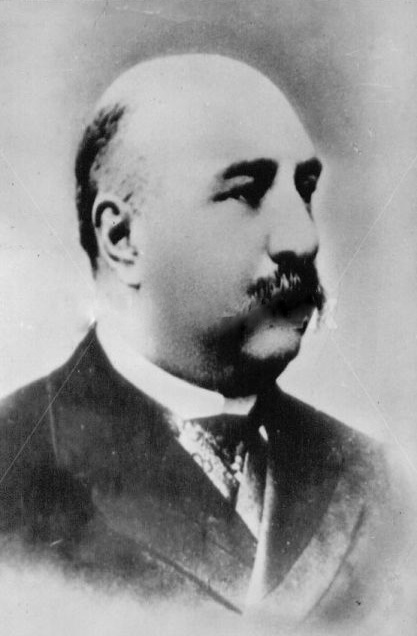
Mövsüm bəy Xanlarov

Mövsüm bəy Xanlarov (eingedeutscht Möwsüm bäj Chanlarow; * 24. September 1857 in Baku, Gouvernement Baku, Russisches Kaiserreich; † 23. Februar 1921 ebenda, Sowjetaserbaidschan) war der erste aserbaidschanische Chemiker mit einem hohen akademischen Titel, der sich auf organische Chemie spezialisierte.

## Biographie
Xanlarov stammte aus einer zum damaligen Zeitpunkt in Aserbaidschan bekannten Adelsdynastie. 1878 absolvierte er ein Gymnasium in Baku ab. Im Anschluss daran ging er nach Deutschland, um seine akademische Laufbahn fortzusetzen. Er ließ sich in die Fakultät Mathematik und Naturwissenschaften der Universität Straßburg (damals war Straßburg Teil des Deutschen Kaiserreichs) einschreiben. Während des Studiums arbeitete Xanlarov im Labor des berühmten deutschen Chemikers Rudolph Fittig.
Im Jahr 1882 veröffentlichte Xanlarov seinen ersten Artikel mit dem Titel „Über die Wirkung von Thioessigsäure auf Ethylrhodanid“ in der Zeitschrift „Chemische Berichte“, die von der Deutschen Chemischen Gesellschaft herausgegeben wurde.
1883 verteidigte Xanlarov seine Dissertation zum Thema „Über Butyrolactone und Ethylbutyrolactone“ vor dem akademischen Rat der Universität Straßburg und erhielt einen Doktortitel in Chemie. Seine wissenschaftliche Arbeit wurde ein Jahr später in Justus Liebigs Annalen der Chemie, einer der bedeutendsten Fachzeitschriften für Chemie veröffentlicht. Noch im selben Jahr wurde Xanlarov auf Empfehlung von Dmitri Iwanowitsch Mendelejew als Mitglied in die Russische Physikalisch-Chemische Gesellschaft aufgenommen.
Nach seiner Rückkehr nach Baku wurde Xanlarov auch Mitglied der Bakuer Abteilung der Russischen Technischen Gesellschaft, wo er der Inspektionskommission angehörte. Bis zur Errichtung der Sowjetherrschaft in Aserbaidschan in Aserbaidschan war Xanlarov der einzige promovierte aserbaidschanische Chemiker.
Laut Yusif Məmmədəliyev stellte Xanlarov nach der Rückkehr in die Heimat „mangels geeigneter Rahmenbedingungen und fehlender Unterstützung seine chemischen Forschungen ab 1887 ein“. Məmmədəliyev zufolge wurde Xanlarovs Name seit dieser Zeit nicht mehr in den Mitgliederlisten der Russischen Physikalisch-Chemischen Gesellschaft erwähnt.